# École nationale de l’aviation civile
Az École nationale de l'aviation civile (ENAC) egy francia mérnöki iskola. Ez a legnagyobb európai légiközlekedési iskola. A végzetteket az ENAC Alumni egyesület képviseli.
Az ENAC célja, hogy alapképzést biztosítson a polgári repülés különböző szereplőinek, például mérnököknek, pilótáknak vagy légiforgalmi irányítóknak.
Az alapképzés magában foglalhatja a polgári légiközlekedési polgári légiközlekedési szakmérnöki képzést is, és versenyvizsgával, aktával vagy szerződéssel szerezhető meg. Ezen kívül az ENAC folyamatos képzési programokat kínál a repüléstechnika területén és egy sor Mastères Spécialisés-t.

## Híres volt diák
- Patrick Ky, EASA elnöke
- Nicolas Tenoux, francia pilóta, repülőgépmérnök és menedzser

## Külső hivatkozások
- École nationale de l'aviation civile honlap (angolul) (franciául)
- Fondation ENAC (franciául)
- ENAC Alumni (angolul) (franciául)